# Roewe Clever

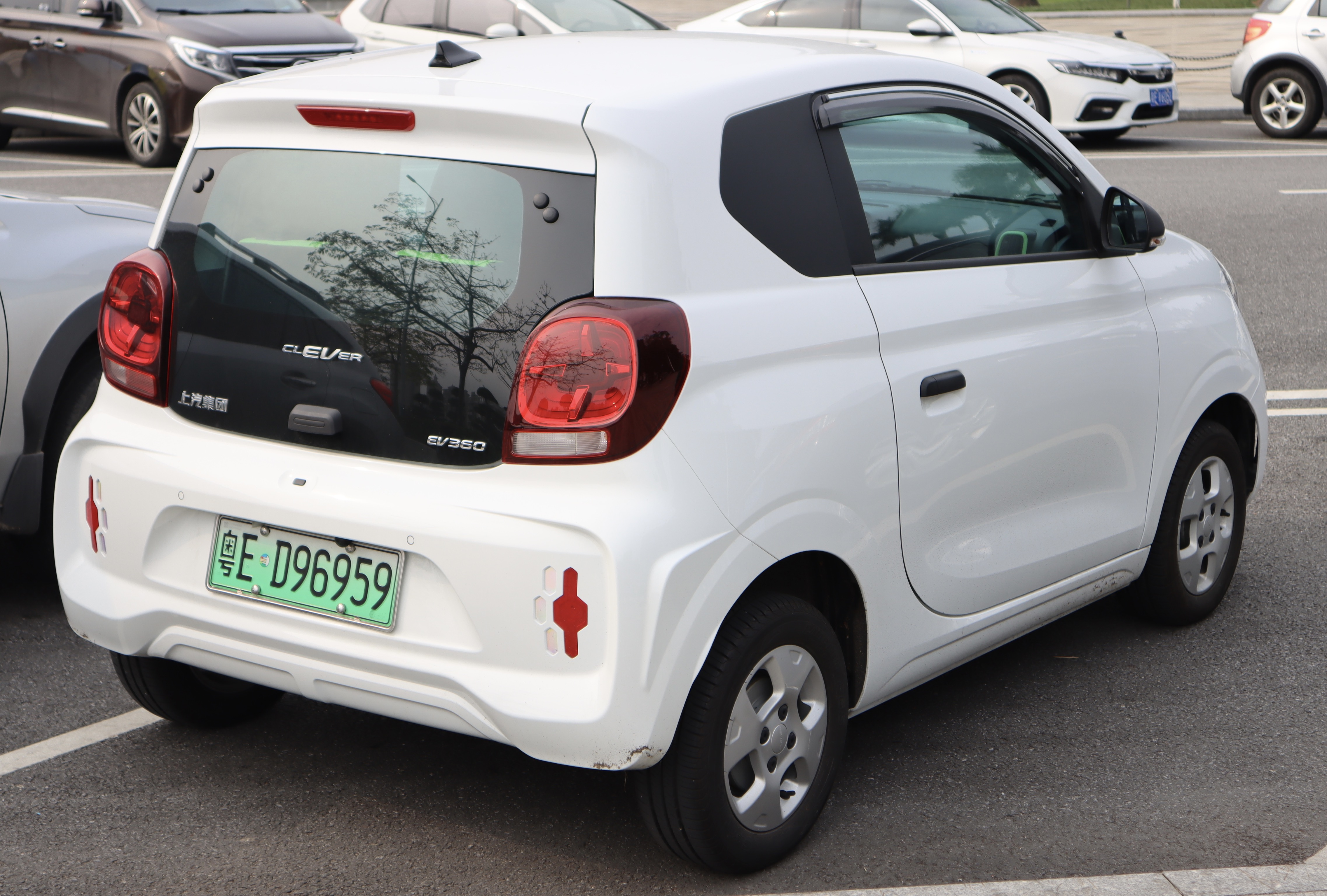
Heckansicht

Der Roewe Clever ist ein Pkw der zum chinesischen SAIC-Konzern gehörenden Automobilmarke Roewe. Nach dem 2016 eingestellten Roewe E50 ist er der zweite batterieelektrisch angetriebene Kleinstwagen der Marke.

## Geschichte
Vorgestellt wurde das Fahrzeug im Februar 2020. Einen Monat später kam es in China in den Handel.

## Technische Daten
Der Clever hat einen permanenterregten Synchronmotor von Jing-Jin Electric, der 37 kW (50 PS) leistet. Zum Verkaufsstart hatte der Wagen einen Lithium-Ionen-Akkumulator mit einem Energieinhalt von 27 kWh. Damit war eine Reichweite nach NEFZ von 260 km möglich. Ab September 2020 wurde ein Akku mit höherer Kapazität eingebaut, wodurch die Reichweite nach NEFZ auf 302 km stieg.
|                             | Clever                        | Clever                        |
| --------------------------- | ----------------------------- | ----------------------------- |
| Bauzeitraum                 | 03/2020–09/2020               | seit 09/2020                  |
| Motorkenndaten              |                               |                               |
| Motorart                    | Elektromotor                  | Elektromotor                  |
| max. Leistung               | 37 kW (50 PS)                 | 37 kW (50 PS)                 |
| max. Drehmoment             | 100 Nm                        | 100 Nm                        |
| Kraftübertragung            |                               |                               |
| Antrieb                     | Vorderradantrieb              | Vorderradantrieb              |
| Getriebe                    | Festes Übersetzungsverhältnis | Festes Übersetzungsverhältnis |
| Messwerte                   |                               |                               |
| Höchstgeschwindigkeit       | 100 km/h                      | 100 km/h                      |
| Beschleunigung, 0–100 km/h  | k. A.                         | k. A.                         |
| Energieverbrauch auf 100 km | 9,9 kWh                       | 9,9 kWh                       |
| Batterie                    | 27 kWh                        | 29,13 kWh                     |
| Reichweite nach NEFZ        | 260 km                        | 302 km                        |